# Pseudaletis spolia
Pseudaletis spolia är en fjärilsart som beskrevs av Norman Denbigh Riley 1922. Pseudaletis spolia ingår i släktet Pseudaletis och familjen juvelvingar. Inga underarter finns listade i Catalogue of Life.